# Выгоничи (Беларусь)
Выгоничи (белор. Выганiчы) — деревня в Воложинском районе Минской области Беларуси. Расположена на берегу реки Милута в 44 км от Воложина и в 27 км от Минска, недалеко от МКАД-2. В составе Раковского сельсовета.

## История
Имение Выгоничи имеет долгую историю. Еще в XV веке оно считалось собственностью виленского воеводы Кежгайловича. После усадьба принадлежала Булгакам, Сангушкам и Рыльским. В начале XIX столетия Выгоничи перешли во владение Феликсу и Марии Войдзевичам. Новый хозяин был знаком с писателем-декабристом Александром Бестужевым, который часто здесь гостил. В Выгоничах жил и композитор Михаил Грушвицкий, внук Феликса Войдзевича.
От красивой усадьбы Вайдевичей практически ничего не осталось — она была уничтожена во время Великой Отечественной войны в 1943 году. Сохранился лишь кирпичный фундамент. Также в деревне можно увидеть старинные дома, построенные в начале XX века.
В 1987 году в память о декабристе Александре Бестужеве, который отразил белорусскую природу и народный быт в своём очерке «Вечер на Кавказских водах в 1824 году», к 150-летию со дня смерти писателя, на месте бывшей усадьбы Войдзевичей был установлен мемориальный знак — чёрная стела.
В 1940—1954 гг. центр Выгоничского сельсовета.

## Достопримечательности
- Фрагменты усадьбы Войдзевича
- Усадьба Жидовичей «Гринюки»

#### Памятник, скульптура
- Слева от шоссе Раков-Пережеры в 1987 году установлен мемориальный знак в честь российского декабриста Александра Бестужева, который провел зиму 1823 года у местного помещика Войдзевича

## Известные уроженцы
- Грушвицкий Михаил Рудольфович (1828—1904) — белорусский и польский композитор